# Matthieu Loudet
Pour les articles homonymes, voir Loudet (homonymie).
Pas d'image ? Cliquez ici

a Compétitions nationales et continentales officielles uniquement.

b Matchs officiels uniquement.
Dernière mise à jour le 21 novembre 2024.
Matthieu Loudet, né le 24 avril 1998, est un joueur français de rugby à XV évoluant au poste de pilier.

## Biographie
Matthieu Loudet est formé au sein de l'école de rugby du CA Saint-Raphaël Fréjus,, avant de rejoindre le RC Toulon en 2012.
Pendant ses années à Toulon, il évolue sous le maillot national en catégories junior, dans un premier temps avec les moins de 18 ans, puis au sein de l'équipe « développement » des moins de 20 ans et de la sélection de la Marine nationale. Lors de la saison 2018-2019, il joue sa première rencontre professionnelle dans le groupe toulonnais, disputant un match de Coupe d'Europe,. En parallèle, sa saison avec les espoirs se conclut par un titre de champion de France.
L'année suivante, il s'engage avec le RC Narbonne, paraphant un contrat de deux saisons et évoluant tout d'abord en Fédérale 1. Prenant part l'année suivante à la saison inaugurale de Nationale, il décroche avec le groupe narbonnais la montée en Pro D2, mais s'incline en finale une semaine plus tard. Dans la foulée, Loudet prolonge son contrat dans l'Aude, participant ainsi à une saison 2021-2022 en deuxième division professionnelle conclue par une relégation.
Alors que la phase régulière de la saison 2022-2023 de Nationale s'achève, il s'engage avec effet immédiat avec l'US Dax, autre pensionnaire de la division et qualifié pour les phases finales, y signant un contrat de deux saisons complètes ; il ne dispute aucun de ces derniers matchs pour autant.
Peu utilisé lors de sa première saison au sein de l'effectif dacquois, promu en Pro D2 entre temps, avec quatre feuilles de match puis aucune en début de saison 2024-2025, Loudet choisit de mettre un terme à sa carrière de joueur professionnel au mois de novembre 2024, mettant fin à son contrat après un accord avec son club. Il se reconvertit alors dans la restauration auprès de l'établissement familial de Saint-Raphaël.

## Palmarès
- Championnat de France de Nationale :
  - Finaliste : 2021 avec le RC Narbonne.
- Championnat de France espoirs :
  - Vainqueur : 2019 avec le RC Toulon.